# Schaukampf
Als Schaukampf bezeichnet man einen Kampf, der zur Unterhaltung eines Publikums dient.
In der Politik bezeichnet man damit einen Kampf, der nicht um einer Sache willen geführt wird, sondern (möglicherweise von den Kontrahenten vorher abgesprochen) anderen Zwecken dient, zum Beispiel 
- Profilierung der Kontrahenten
- Ablenkung von einem anderen Thema

Politische Schaukämpfe können zwischen Parteien oder innerparteilich stattfinden.

## Geschichte
Der Schaukampf ist fast so alt wie das Kämpfen selbst. Bereits in der altägyptischen Kunst gibt es Bilderszenen, auf denen Athleten beim Kämpfen von einem Publikum bewundert werden. Zu den Olympischen Spielen der Antike gehörten die Disziplinen Ring- und Faustkämpfe sowie der kombinierte Schaukampf Pankration. Zunehmende Bedeutung erlangten dann die Gladiatoren im antiken Rom. Manche, wie z. B. Sergiolus, der vom römischen Satiriker Juvenal beschrieben wird, erwirkten hierdurch sogar ihre Freilassung aus der Sklaverei.
Aus der Spätantike und dem Frühmittelalter und deren Sagen (Edda, Rolandslied usw.) kann man entnehmen, dass auch nach dem Untergang des weströmischen Imperiums die Könige und Fürsten ihren Gefallen am kunstvollen „Tötungsversuch“ fanden. Im frühen Mittelalter beginnen dann die eigentlichen Schaukämpfe. Ein hauptsächlicher Zweck dieser Demonstrationen war es auch, dass Jarls oder andere Kriegsfürsten auf Kämpfer aufmerksam wurden, um sie als Söldner oder eventuell sogar Leibgardisten anzuheuern. 

## Tjost und Buhurt
Auf adeliger Seite kam es wohl zur Königsklasse in Sachen Schaukampf, zum Tjost und zum Buhurt. Anfänglich alles andere als ein Zeitvertreib, entwickelte sich der Tjost immer mehr zum adeligen Freizeitvergnügen. Vor allem ab dem 16. Jahrhundert, als zum Kampf das schwere Rennzeug (eine Sonderform der Harnische) getragen wurde, erreichte der Tjost auch eine angemessene Sicherheit für die Teilnehmer. Verletzungen waren zwar nach wie vor häufig, aber Todesfälle die Ausnahme. Der Buhurt, anfänglich zum Training der Reiterei in geschlossener Formation gedacht, fand sehr schnell seinen Weg zum reinen Vergnügen. Doch anders als beim Tjost, wo sich ja nur zwei Kontrahenten begegneten, liefen beim Buhurt gleich 20 oder mehr Ritter oder andere Reiterkrieger in die Schranken ein. Dabei kam es hin und wieder doch zu unglücklichen Todesfällen, gelegentlich auch zu absichtlichen.

## Fechten
Im Spätmittelalter, mit Beginn der vagabundierenden Fechtschulen, hat dann der Schaukampf, so wie er auch noch heute betrieben wird, seine Ursprünge. Beim sogenannten Klopffechten standen sich zwei Schüler des Fechtmeisters gegenüber und zeigten sowohl dem Meister als auch dem Publikum ihre Fähigkeiten. Diese Kämpfe wurden meistens ohne Choreographie, jedoch mit stumpfen Schwertern gefochten. In einigen Fechtbüchern wie z. B. von Meister Lecküchner und Talhoffer sind besondere Techniken beschrieben, die man nur beim Klopffechten zeigen soll, da sie für den Ernstkampf zu umständlich und somit zu gefährlich seien.
Diese Tradition des Klopffechtens änderte sich im Laufe der Jahrhunderte nur noch wenig. Einzig die Waffen gingen mit der Mode der Zeit und durchliefen alle Epochen.

## Schaukampf heute
In der heutigen Zeit finden wir Schaukämpfe in allen Bereichen, sei es im Film und Fernsehen oder Theater (Bühnenkampf), dem Wrestling, bei Martial-Arts-Events, auf Mittelaltermärkten, und auch diverse Gurtprüfungen in fernöstlichen Kampfkünsten können als Schaukampf bezeichnet werden. 
Der Hauptunterschied zwischen den damaligen Schaukämpfen und den heutigen ist die Professionalität. Zwar lebten die Gladiatoren und Klopffechter und all die anderen vom Kämpfen, aber dennoch nahmen sie Verletzungen und sogar den Tod als unglückliches Ereignis in Kauf, heute jedoch wird entweder fast jeder Schritt choreographiert oder mit festen Regeln durchgeführt, um auf diese Weise Verletzungen weitestgehend zu vermeiden.
Diese Regeln gelten international und werden bei Living History und Reenactment-Veranstaltungen mit bis zu mehreren tausend Teilnehmern angewandt, da ab einer gewissen Anzahl an Darstellern keine Choreographie mehr einstudiert werden kann. Es gibt unterschiedliche Regelsysteme, doch nutzen diese fast alle meist sogenannte Trefferzonen am Körper, welche mit der Waffe berührt werden müssen. Eine Teilnahme an solchen Kampfdarstellungen setzt ein jahrelanges Training voraus, um den Gegner nicht zu verletzen. 
Als Huscarl wurde ursprünglich die Leibgarde des dänischen Königs Knut des Großen bezeichnet, der im 11. Jahrhundert England eroberte. Heutzutage steht Huscarl für einen Stil zur Wiederbelebung historischer europäischer Kampfkünste und Kriegstechniken. Dabei sind Treffer am gesamten Körper erlaubt, was natürlich eine dementsprechende Schutzausrüstung voraussetzt.